# Énergie renouvelable en Colombie
La Colombie dispose d'un mix d'énergies renouvelables, principalement constitué d'énergie hydroélectrique et d'énergie éolienne. Le pays dispose d'importantes ressources éoliennes et solaires qui restent largement sous-exploitées. Selon une étude du Programme d'assistance à la gestion du secteur de l'énergie (ESMAP) de la Banque mondiale, l'exploitation de l'important potentiel éolien du pays pourrait à elle seule couvrir plus que les besoins énergétiques totaux actuels du pays.

## Hydroélectricité
Avec 70 % de la production d'électricité du pays, l'hydroélectricité est une source d'énergie nationale très importante. Le potentiel total de la grande hydroélectricité pour la Colombie est estimé à 93 GW, avec 25 GW supplémentaires de petite hydroélectricité (< 20 MW).

## Vent
Le régime des vents en Colombie est parmi les meilleurs d'Amérique du Sud pour la production d'énergie éolienne. Les régions au large de la partie nord de la Colombie, comme dans le département de la Guajira, sont classées avec des vents de classe 7 (plus de 10 mètres par seconde (m/s)). La seule autre région d'Amérique latine avec une telle classification de puissance éolienne est la région de la Patagonie au Chili et en Argentine.
La Colombie a un potentiel théorique d'énergie éolienne estimé à 21 GW dans le seul département de Guajira, ce qui est suffisant pour générer assez d'énergie pour répondre à la demande du pays tout entier. Cependant, le pays ne dispose que d'une capacité installée de 19,5 MW d'énergie éolienne, exploitant seulement 0,4 % de son potentiel éolien théorique. Cette capacité est concentrée dans un seul projet, le projet éolien de Jepírachi, développé par Empresas Públicas de Medellín (EPM) dans le cadre d'un mécanisme de financement du carbone organisé par la Banque mondiale. Plusieurs projets sont à l'étude, dont un projet de 200 MW à Ipapure,.
Lors de la première vente aux enchères d'énergie renouvelable pour le pays, plus de 1 GW d'énergie éolienne est attribué en 2019.

## Solaire

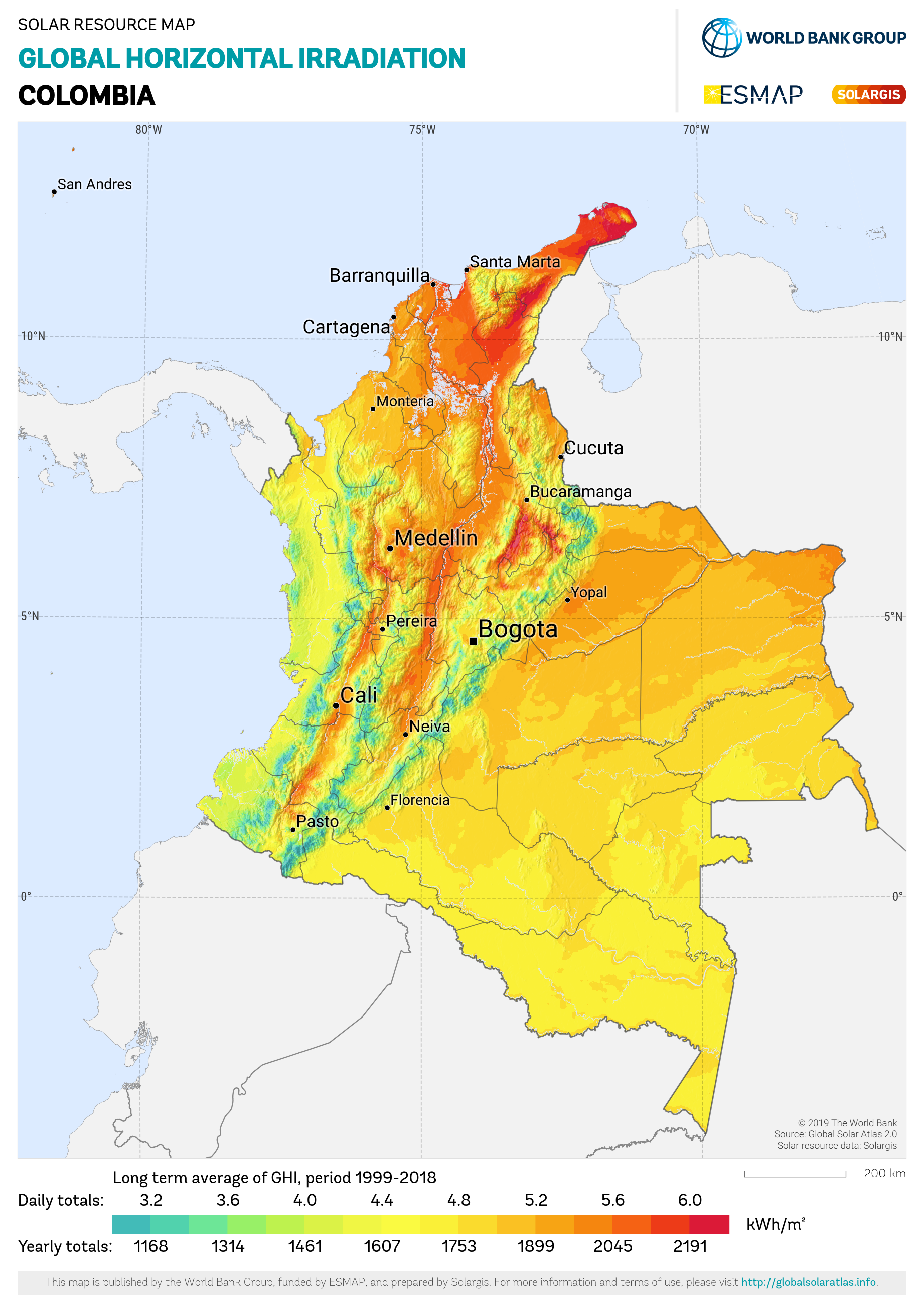
Potentiel solaire de la Colombie

La Colombie possède d'importantes ressources en énergie solaire en raison de sa situation géographique dans la zone équatoriale, mais le pays se trouve dans une région complexe des Andes où les conditions climatiques varient. Le rayonnement moyen quotidien est de 4,5 kWh/m2, et la zone avec la meilleure ressource solaire est la péninsule de Guajira, avec 6 kWh/m2 de rayonnement. Sur les 6 MW d'énergie solaire installés en Colombie (équivalent à environ 78 000 panneaux solaires de taille moyenne), 57 % de l'énergie produite est utilisée pour des applications rurales, et 43 % dans les tours de communication et la signalisation routière. Les systèmes solaires peuvent être très adaptés aux applications dans les zones rurales, où les demandes d'énergie sont dispersées et modestes, et où la connexion au réseau est souvent plus coûteuse.

## Géothermie
L'ancien Institut colombien de l'énergie électrique, aujourd'hui IPSE, et l'Organisation latino-américaine de l'énergie ont identifié trois zones à potentiel géothermique :
- Azufral, dans le département de Nariño, où se trouve le volcan Azufral ;
- Cerro Negro-Tufiño, également dans le département de Nariño, près du volcan Chiles ;
- Paipa, situé dans la Cordillère Orientale dans le département de Boyacá[2].

## Biomasse
La région d'Urabá, au nord du département d'Antioquia, compte environ 19 000 hectares de bananeraies, produisant plus d'un million de tonnes par an. Il est également estimé qu'environ 85 000 tep/an pourraient être produits à partir des 190 millions de m3/an de biogaz générés par les plantations de café, soit l'équivalent de 995 000 MWh.
En outre, il est estimé que les décharges des quatre principales villes de Colombie (Bogotá, Medellín, Cali et Barranquilla) ont le potentiel de fournir une capacité installée de 47 MW (0,3 % de la capacité installée actuelle).